# Freddy Blak
Freddy Blak (n. 8 martie 1945 în Odense) este un om politic danez, membru al Parlamentului European în perioada 1999-2004 din partea Danemarcii. 
1. ↑  Deputații în Parlamentul European